# محمد ابهری
محمد ابهری (زادهٔ ۱۳۱۷) با نام تولد محمد سادات‌ابهری یک بازیگر ایرانی است. تحصیلات وی دیپلم است.
وی فعالیت هنری را با تئاتر در گروه هنر ملی آغار کرد و از جمله در نمایش ضیافت / میراث کارِ بهرام بیضایی در تالار ۲۵ شهریور در آذر ماه ۱۳۴۶ بر صحنه رفت. بازی در فیلم شهر قصه به کارگردانی منوچهر انور نخستین فعالیت سینمایی اوست.

## فیلم‌شناسی

### سینمایی
- پدر آن دیگری (۱۳۹۳)
- تعبیرخواب (۱۳۹۱)
- دوستی از جنس آتش (۱۳۸۸)
- پسر تهرانی (۱۳۸۷)
- سوگند (۱۳۸۷)
- دیوار (۱۳۸۶)
- هرچی تو بخوای (تعطیلات آخر هفته) (۱۳۸۵)
- انتخاب (۱۳۸۳)
- بانوی من (۱۳۸۱)
- دختر ایرونی (۱۳۸۱)
- تیک (۱۳۸۰)
- سفر به شرق (۱۳۸۰)
- پر پرواز (۱۳۷۹)
- رنگ شب (۱۳۷۹)
- بوی کافور، عطر یاس (۱۳۷۸)
- معجزه خنده (۱۳۷۵)
- جهنم سبز (۱۳۷۴)
- هدف (۱۳۷۳)
- ضربه آخر (۱۳۷۲)
- از بلور خون (۱۳۷۱)
- مجسمه (۱۳۷۱)
- آقای بخشدار (۱۳۷۰)
- دادستان (۱۳۷۰)
- دلشدگان (۱۳۷۰)
- دو همسفر (۱۳۷۰)
- چاووش (۱۳۶۹)
- خواستگاری (۱۳۶۸)
- دخترم سحر (۱۳۶۸)
- راز کوکب (۱۳۶۸)
- مادر (۱۳۶۸)
- بوعلی سینا (۱۳۶۶)
- جمیل (۱۳۶۶)
- طغیان (۱۳۶۴)
- مرگ گرگ‌ها (۱۳۶۴)
- فرار (۱۳۶۳)
- مزدوران (۱۳۶۳)
- بازجویی یک جنایت (۱۳۶۲)
- خاک و خون (۱۳۶۲)
- نقطه‌ضعف (۱۳۶۲)
- هیولای درون (۱۳۶۲)
- فصل خون (۱۳۶۰)
- کلاغ (۱۳۵۶)
- شهر قصه (۱۳۵۲)
- شهر قصه (۱۳۴۷)

### تلویزیون
| سال       | نام                   | سمت          | کارگردان                      | توضیحات |
| --------- | --------------------- | ------------ | ----------------------------- | --- |
| ۱۳۹۷      | ایراندخت              | بازیگر       | محمدرضا ورزی                  | شبکه ۱ |
| ۱۳۹۴–۱۳۹۵ | معمای شاه             | بازیگر       | محمدرضا ورزی                  | شبکه ۱ |
| ۱۳۸۹      | بچه‌های بهشت           | بازیگر       | خسرو معصومی                   | شبکه ۲ |
| ۱۳۸۸–۱۳۸۹ | خانه بی‌پرنده          | بازیگر       | کاظم معصومی                   | شبکه تهران |
| ۱۳۸۸      | عمارت فرنگی           | بازیگر       | محمدرضا ورزی                  | شبکه ۲ |
| ۱۳۸۶      | تله‌فیلم «دهخدا»       | بازیگر       | محمدرضا ورزی                  | ۱۳۸۷ از شبکه ۲ |
| ۱۳۸۶      | مدار صفر درجه         | بازیگر       | حسن فتحی                      | شبکه ۱ |
| ۱۳۸۵      | تا صبح                | بازیگر       | مجید جوانمردمحمدعلی باشه‌آهنگر | |
| ۱۳۸۶–۱۳۸۴ | پدرخوانده             | بازیگر       | محمدرضا ورزی                  | |
| ۱۳۸۲      | تله‌فیلم «کودتای سیاه» | بازیگر       | محمدرضا ورزی                  | |
| ۱۳۸۰      | حمله‌دار               | بازیگر       | جعفر سیمایی                   | شبکه ۳ |
| ۱۳۸۰      | عشق سال‌های جنگ        | بازیگر       | علی بهادر                     | شبکه ۳ |
| ۱۳۸۰      | قسمت                  | بازیگر       | علی ملاجانی                   | در برنامه «سیمای خانواده» شبکه ۱ پخش می‌شد. |
| ۱۳۸۰      | صندلی خاکستری         | بازیگر مهمان | سیدحامد عقیلی                 | در دههٔ فجر از شبکه ۳ پخش شد. |
| ۱۳۸۰–۱۳۷۹ | نیستان                | بازیگر       | حسین مختاری                   | شبکه ۳ |
| ۱۳۸۰–۱۳۷۹ | کریم‌خان زند           | بازیگر       | محمدرضا ورزی                  | شبکه ۱ |
| ۱۳۷۹–۱۳۷۸ | تله‌فیلم «سقوط»        | بازیگر       | محمدرضا ورزی                  | تهیه شده برای سیمای آذری شبکه جهانی سحر |
| ؟         | رنگ خیال              | بازیگر       | علی بیابانی                   | در نیمه دوم دهه هفتاد پخش می‌شد. |
| ۱۳۷۷      | آن سفر کرده           | بازیگر       | ؟                             | این سریال، بخشی از مجموعه تلویزیونی «قصه شب سیما» بود. |
| ۱۳۷۷      | نرگس                  | بازیگر       | شاپور قریب                    | این سریال در برنامه «سیمای خانواده» پخش می‌شد و نباید آن را با سریالی دیگر به همین نام، به کارگردانی «سیروس مقدم» اشتباه کرد.                                     |
| ۱۳۷۷–۱۳۷۶ | برگ و باد             | بازیگر       | فیاض موسوی                    | از برنامه سیمای خانواده شبکه ۱ پخش می‌شد. |
| ۱۳۷۶      | بومرنگ                | بازیگر       | فیاض موسوی                    | شبکه ۱ |
| ۱۳۷۶      | بازی زندگی            | بازیگر       | مجید بهشتی                    | شبکه ۱ |
| ۱۳۷۵      | فروشگاه               | بازیگر       | احمد بهبهانی                  | شبکه ۳ |
| ۱۳۷۵      | قائم‌مقام فراهانی      | بازیگر       | محمدرضا ورزی                  | تهیه شده برای سیمای آذری شبکه جهانی سحر |
| ۱۳۷۵–۱۳۷۴ | سوخته‌دلان             | بازیگر       | بهروز طاهری                   | شبکه ۲ |
| ۱۳۷۴      | آشپزباشی و قبله عالم  | بازیگر       | رسول نجفیان                   | کارگردان تلویزیونی: «علی اصغر اوجانی» |
| ۱۳۷۴      | بر سر دوراهی          | بازیگر       | مجید بهشتی                    | |
| ۱۳۷۴      | راهیان                | بازیگر       | علی بیابانی                   | شبکه ۱ |
| ۱۳۷۴      | راننده تاکسی          | بازیگر       | رسول نجفیان                   | از برنامه «سیمای خانواده» شبکه ۱ پخش می‌شد. |
| ۱۳۷۴      | داستان یک شهر         | بازیگر       | خسرو معصومی                   | این مجموعه در ابتدا «خانه‌های شاد» نام داشت و از شبکه ۱ پخش می‌شد و نباید آن را با سریالی دیگر به همین نام به کارگردانی اصغر فرهادی (۱۳۷۸- شبکه تهران) اشتباه کرد. |
| ۱۳۷۳–۱۳۷۲ | باغ گیلاس             | بازیگر       | مجید بهشتی                    | شبکه ۱ |
| ۱۳۷۲–۱۳۷۱ | آپارتمان              | بازیگر       | اصغر هاشمی                    | شبکه ۱ |
| ۱۳۷۱      | قافله این عمر         | بازیگر       | مجید بهشتی                    | |
| ۱۳۷۰      | ماجرا                 | بازیگر       | سیاوش دولت‌سرایی               | |
| ۱۳۷۰      | جستجو                 | بازیگر       | خسرو ملکان                    | |
| ۱۳۶۴      | بوعلی سینا            | بازیگر       | کیهان رهگذار                  | در نقش «مأمور ویژه مخصوص سلطان غزنوی» / شبکه ۲؛ نسخهٔ سینمایی‌اش در سال ۱۳۶۶ عرضه شد.                                                                              |
| ۱۳۶۴      | اتوبوس سرنوشت         | بازیگر       | جهانگیر جهانگیری              | |
| ۱۳۶۶–۱۳۶۳ | کوچک جنگلی            | بازیگر       | بهروز افخمی                   | در نقش «قنسول فرانسه» |
| ۱۳۶۳      | سربداران              | بازیگر       | محمدعلی نجفی                  | در نقش «امیرمحمود اسفراینی» |
| ۱۳۶۳      | طالب                  | بازیگر       | عبدالرضا اکبری                | شبکه ۱ |
| ۱۳۶۲      | طبل توخالی            | بازیگر       | احمد نجیب‌زاده                 | در نقش «مستر واتسون» |
| ۱۳۶۰      | تابستان سال آینده     | بازیگر       | کیومرث پوراحمد                | |
| ۱۳۶۰      | نهضت سوادآموزی        | بازیگر       | محمد اوزی                     | |
| ۱۳۵۲–۱۳۵۰ | دلیران تنگستان        | بازیگر       | همایون شهنواز                 | این سریال در چهارده قسمت و در طول دو سال ساخته شد و اولین بار در اسفند ۱۳۵۳ پخش گردید.                                                                           |
| ۱۳۴۹      | داش پالکی             | بازیگر       | سهراب اخوان                   | |

## نمایش
- ضیافت / میراث